# San Leandro (Califórnia)
San Leandro é uma cidade localizada no estado norte-americano da Califórnia, no condado de Alameda. Foi incorporada em 21 de março de 1872
O clima da zona é do tipo mediterrânico, com temperatura do ar amena durante todo o ano.

## Geografia
De acordo com o United States Census Bureau, a cidade tem uma área de 40,1 km², onde 34,5 km² estão cobertos por terra e 5,6 km² por água.

## Demografia
Segundo o censo nacional de 2020, a sua população é de 91 008 habitantes e sua densidade populacional é de 2 637,42 hab/km². Possui 31 799 residências, que resulta em uma densidade de 921,54 residências/km².

## Lista de marcos
A relação a seguir lista as entradas do Registro Nacional de Lugares Históricos em San Leandro.
- Casa Peralta
- Peralta House